# بنى اجتماعية معرفية
البنى الاجتماعية المعرفية هي محور اهتمام بحثي، يسعى لمعرفة كيفية إدراك الأفراد لبنائهم الاجتماعي الخاص بهم مثل أعضاء المنظمة، أو مجموعة من الأصدقاء، أو تدرج هرمي، أو موظفين في شركة، وما إلى ذلك. تعتبر جزءًا من أبحاث الشبكة الاجتماعية وتستخدم تحليل الشبكة الاجتماعية من أجل فهم الكيفية التي تؤثر بها العوامل المختلفة على تمثُل الفرد المعرفي للشبكة، أي اعتقاد الفرد حول من يرتبط بمن. والأهم من ذلك، قد يختلف إدراك الفرد للشبكة عن الواقع. وفي الحقيقة، تعتبر تلك الاختلافات بين الشبكة المُدرَكة وبين الشبكة الفعلية، مركزًا للعديد من الدراسات الساعية لمعرفة الكيفية التي نفكر بها بشأن الآخرين وعلاقاتنا.

## نظرة عامة
ناقش دافيد كراكهاردت في عام 1987 دراسة الأبنية الاجتماعية المعرفية في مقال حدد فيه المصطلح واستخداماته في أبحاث الشبكة الاجتماعية. تُعرَّف الأبنية الاجتماعية باعتبارها مجموعة من الأعضاء بشكل فردي والعلاقة بين هؤلاء الأعضاء. تشتمل دراسة الأبنية الاجتماعية المعرفية أيضًا على كل فهم يتبناه الأعضاء بشأن الأبنية الاجتماعية. وبالتالي يتكون البناء الاجتماعي المعرفي من عدد من الناس يتبنى عددًا من التمثلات المنفصلة، وربما المتميزة، لذلك البناء الاجتماعي.
مثال: يعتبر كل من أليس وبوب وتشارلي أصدقاء. وبالتالي هناك ثلاثة تمثلات منفصلة بشأن الشبكة التي تربطهم. إذا اعتقد كل واحد منهم أنه صديق للشخصين الآخرين، لكن هؤلاء الاثنين لا تجمعهم صداقة، فسنجد أن التمثلات الثلاثة متمايزة عن بعضها. فلا يتفقون جميعًا على بناء شبكة صداقتهم. ومن ناحية أخرى، إذا اعتقدوا جميعًا أنهم أصدقاء، سيكون لديهم جميعًا نفس التمثل للشبكة.
علاوة على ذلك، قد تكون بنية الشبكة المُدرَكة غير متسقة مع بنية الشبكة الفعلية. يمكن للباحثين أن يحللوا الأخطاء المنهجية من خلال قياس إدراك كل عضو للشبكة، من أجل فهم الكيفية التي نفكر بها بشان الشبكات وما يؤثر على تلك التصورات. وربما تتكون الشبكة من علاقات موجَهة. وتتضمن العلاقة الموجهة مُرسِلًا ومتلقيًا. على سبيل المثال، تُوجَه العلاقة (ذهب للحصول على مشورة)، بطريقة: إذا ذهبت أليس (المُرسِل) إلى بوب (المتلقي) للحصول على المشورة، فإن ذلك لا يعني أن بوب أيضًا ذهب إلى أليس للحصول على المشورة. ومن ناحية أخرى، فإن علاقة (أن تكون شقيقًا لـ) هي علاقة متماثلة وليست موجهة، لأنه إذا كانت أليس شقيقة لبوب فإن بوب بالضرورة شقيق لأليس.

## النتائج التجريبية
تمتلك العديد من الأنواع الحية، القدرة على تمثل الأبنية الاجتماعية، ولكن يستطيع البشر تمثل بنى اجتماعية كبيرة بشكل غير متناسب (على أساس كثافة القشرة في المخ). وتشير الأبحاث إلى أن سبب ذلك، يعود إلى استخدام المخططات، على الأقل جزئيًا. تُؤسِس المخططات بشكل مسبق منهجًا لتنظيم وإدراك العالم. وتقدم المخططات كما هو الحال في القوالب أو النماذج، الدعائم الأساسية التي تسمح للبشر أن يطرحوا افتراضات بشان البناء الاجتماعي، دون تذكر كل تفصيلة على حدة. يحافظ ذلك على المصادر العصبية، ما يسمح بتمثل أكبر للبنى. تشير بعض الأبحاث إلى أن المخطط الأساسي الذي يستخدمه الناس، يستند إلى خصائص شبكة عالم صغير. أي أن الفرد يميل إلى الاعتقاد في احتواء شبكتهم الاجتماعية على مجموعات من الناس، الذين يتشابكون أو يرتبطون بشكل كبير، وأن تلك المجموعات أو التجمعات مترابطة عبر مسارات قصيرة. وتشير أبحاث أخرى إلى أن ذلك صحيح بصفة خاصة بالنسبة لمجموعة الفرد، لكنه غير صحيح بالنسبة للآخرين. على سبيل المثال: تعتقد أليس على الأرجح أن كل صديقاتها هم أصدقاء مع بعضهم البعض، لكن المجموعات الأخرى ليست متصلة هكذا.